# 久保ミツロウ
久保 ミツロウ（くぼ ミツロウ、本名：久保美津子、1975年〈昭和50年〉9月19日 - ）は、日本の漫画家。長崎県佐世保市出身。女性。血液型はA型。

## 経歴
小学生の時、兄が購入していた雑誌『New Type』でアニメや漫画の情報を仕入れたり、『週刊少年ジャンプ』『りぼん』『なかよし』『花とゆめ』など月40冊くらいの漫画雑誌を読んだりしていた。特に好きだった漫画は室山まゆみの『あさりちゃん』や新沢基栄の『ハイスクール!奇面組』。小学1年生の時に「将来、漫画家になりたい」と思う様になり、4年生の時にはペン描きや他愛のないストーリーを作っては描いていたという。
高校生の時に地元の小さな同人誌即売会があり、そこでオリジナル作品を出品していた。3年生の時に『なかよし』の漫画賞に投稿し、シルバー賞を受賞。卒業後、アルバイトをしながら漫画家を目指していた時に福岡県で行われた『なかよし』の漫画スクールに参加、そこに来ていた編集者に久保の投稿作品がある漫画家に賞賛されたことを伝えられ、その1ヶ月後に漫画家の田中政志から直接電話がかかり、田中の誘いで上京。田中が原作、久保が作画を担当する漫画を描く事になったが、『少女フレンド』『mimi』に持ち込んだもののボツになり、力不足を感じた久保は編集者に頼み吉田まゆみのアシスタントをすることになった。
1996年、アシスタント1年目に『mimi』から3話限定作の依頼を受けて描いた『しあわせ5はん』でデビュー。当時のペンネームは本名の「久保美津子」。しかし同誌が直後に廃刊になり、その後『Kiss』に移ったものの、恋愛もののネームが上手くいかず苦悩していた。そんな中、『mimi』の元編集者から『週刊少年マガジン』でホストを題材にした漫画の執筆を依頼され、「久保ミツロウ」名義で『3.3.7ビョーシ!!』を連載し、これが少年誌デビューとなる。以降は「久保ミツロウ」のペンネームで作品を発表し続け、いずれの連載も長期連載のヒット作としている。
2008年からイブニングにて連載していた『モテキ』が、2010年にテレビドラマ化。好評を得て2011年には映画化された。
近年では漫画家業のほかメディア出演も行っており、主に能町みね子との共演が数多い。
2017年、画業20周年を記念して原画展『久保ミツロウ展』を開催した。

## 人物
- 『週刊少年マガジン』で連載されている西本英雄のルポ漫画『もう、しませんから。』に何度か登場しているが、顔出しNGで、自画像は本人の希望で常にヒゲもじゃに描かれている。しかし、2012年5月18日には「生のタモリに逢えるのなら」と今まで断り続けていたテレビ出演のオファーを受け、同年5月21日放送の『笑っていいとも!』へ顔出しでのテレビ初出演を果たした[7]。
- かなりの遅筆で、山本航暉の『ゴッドハンド輝』と、自身の『トッキュー!!』のコラボレーション企画を行った時、山本の筆の速さに驚いたという。
- Perfumeの大ファンであり、彼女らが『ポリリズム』でブレイクする遥か前のメジャーデビューイベントの握手会に参加している。『モテキ』ドラマ化の際にはPerfumeの曲起用を要望し、映画化においてはPerfumeが出演するに至った。完成試写会では握手会以来の握手を交わし涙した事を漫画コラムに記している。
- かつて入居していたマンションは過去に伊集院光が住んでいたものであり、本人が忘れ物を取りに来たことがある[8]。

## 作品リスト

### 連載
- しあわせ5はん（原作：美春羽里） - 『mimi』（1996年11月号 - 1997年1月号、『久保ミツロウ 初期作品集 しあわせ5はん/くらげ』に収録）- デビュー作
- やすらぎタレント安藤君物語 くらげ（原作：森浩美） - 『Kiss』（1997年No.14 - 1998年No.1  1998年No.13、『久保ミツロウ 初期作品集 しあわせ5はん/くらげ』に収録）
- 3.3.7ビョーシ!! - 『週刊少年マガジン』（2001年34号 - 2003年28号、全10巻、文庫版全5巻）
- トッキュー!!（原作：小森陽一） - 『週刊少年マガジン』（2004年6号 - 2008年33号、全20巻、文庫版全7巻）
- モテキ - 『イブニング』（2008年23号 - 2010年9号、全4巻+別冊1巻（4.5巻））
- アゲイン!! - 『週刊少年マガジン』（2011年19号 - 2014年19号、全12巻）

### 読切
- 幸子の夢はいつひらく?（Kiss）
- リンダリンダ（週刊ヤングマガジン、2003年35号、『モテキ』1巻に収録）
- モテキ ガールズサイド（イブニング、2010年15号・16号、『モテキ』4.5巻に収録）

### イラスト
- FNS27時間テレビ（フジテレビ）
- ヨルタモリ（フジテレビ）
- 優しい人なら解ける クイズやさしいね（フジテレビ）
- 矢野顕子『Soft Landing』アルバムカバーイラスト（SPEEDSTAR RECORDS）
- 岡村靖幸『あの娘と、遅刻と、勉強と』 (2015年4月24日、TOKYO NEWS MOOK 479号)ISBN 978-4-86336-467-7
2015年4月26日から開催された岡村靖幸ライブツアー「This is my life」の会場物販での購入者特典として久保の限定イラストと岡村による題字がデザインされた「きせかえカバー」がプレゼントされた。
- Perfume「たちまち、語リンピックせん?」題字・イラスト（TVブロス、2013年 - ）
- マルタイラーメン「家族の真ん中にいつもマルタイ」（2017年、電車広告）

### アニメ
- ユーリ!!! on ICE (2016年） - 原案、ネーム（脚本原案）、キャラクター原案[9]

## メディア出演

### テレビ
- 森田一義アワー 笑っていいとも!（フジテレビ）
- 笑っていいとも!増刊号（フジテレビ）
  - 『しんご×ミツロウの妄想マンガ描いていいとも！』（2014年3月10日 - 2014年3月24日、コーナー出演）
- こじらせナイト シリーズ（フジテレビ）
  - 久保ヒャダこじらせナイト（2012年12月1日、2013年4月4日・6月1日）

番組終了後、能町がレギュラーに加わる後続番組「久保みねヒャダこじらせナイト」へ。
  - 久保ヒャダ 久保×みね こじらせ女子旅 2013（2013年8月9日） スピンオフ番組。沖縄。
  - 久保みねヒャダこじらせナイト（2013年10月19日 - 2017年9月23日） 毎週土曜25:35 - 25:55
  - 久保みね こじらせぶらり旅（2014年9月6日） スピンオフ番組。函館。

### ラジオ
- 久保ミツロウ・能町みね子のオールナイトニッポン0(ZERO)（2012年4月3日 - 2013年3月26日）
- 久保ミツロウ・能町みね子のオールナイトニッポン（2013年4月2日 - 2014年3月25日）
- 久保ミツロウ・能町みね子のオールナイトニッポンGOLD（2015年4月2日 -  9月24日）

### イベント
- トークイベント「久保みねヒャダこじらせライブ」（2017年10月 - ）

## 漫画以外の連載
- 久保ミツロウの ああ成長痛!! 〜すべての不安や悩みは成長痛〜 （月刊ニュースがわかる〈毎日新聞社〉、2014年10月号 - ）
- 久保みねヒャダこじらせブロス（2018年 - 2023年[10]、TVブロス）

## アシスタント経験者
- 米林昇輝[11]
- 棚橋なもしろ[12]
- 内田康平[13]
- 野田サトル[14][15]
- 鶴ゆみか[16]